# 한국공학한림원
한국공학한림원(韓國工學翰林院, National Academy of Engineering of Korea, 약칭: NAEK)은 공업 및 에너지기술 기반조성을 위해 1996년 설립한 학술 연구기관이다. 학계, 산업계 및 국가기관 등에서 공학 및 기술 발전에 현저한 공적을 세운 공학기술인을 발굴/우대하고, 공학기술과 관련된 학술 연구와 지원사업 및 국제 교류 협력 사업을 통해 공학기술 개발과 지속적 발전에 이바지하는 것을 목적으로 하고 있다. 서울특별시 강남구 역삼동 701-7 한국기술센터 15층에 위치하고 있으며 한국공학한림원 대상·젊은공학인상을 제정하여 우수 공학기술인에게 수상하고 있다.

## 설립 근거
- 산업기술혁신 촉진법 제40조[1]

## 주요 업무
- 우수 공학·산업기술인의 사회적 지위향상을 위한 지원사업
- 기업·대학·연구소 및 업종별 단체간의 유기적 연계체제의 구축사업
- 공학 및 기술 분야의 국내·외 교류사업
- 지식경제부장관이 산업기술혁신을 위하여 필요하다고 인정하여 위탁한 사업

## 연혁
- 1993년 12월 전국공과대학장협의회 및 공학관련 학회 등에서 한국공학원의 설립을 건의
- 1994년 4월 24일 산업기술기반조성에 관한 법률(안)에 한국공학원 설립의 법적 근거규정을 마련하여 관계부처에 협의를 요청
- 1994년 7월 2일 한국공학원 설립을 포함한 산업기술기반조성에 관한 법률(안) 입법예고
- 1995년 10월 30일 산업자원부에서 법인으로 설립인가
- 1996년 4월 15일 제1차 이사회: 창립회원, 명예회원 확정, 사업계획 및 수지예산(안) 의결
- 1998년 6월 11일 제2차 이사회: 임원선출(안), 한국공학원 규정(안) 의결
- 1999년 1월 29일 한국공학한림원으로 명칭 변경

## 조직

### 총회

#### 이사회
- 감사

##### 회장
- 최고경영인평의회
- 집행위원회
- 부회장
  - 정책위원회
  - 사무처
- 상설위원회
  - 회원위원회
  - 공학문화확산위원회
  - 인재양성위원회
  - 국제협력위원회
  - 포상위원회
  - 기획위원회
- 전문분과위원회
  - 전기전자공학분과위원회
  - 기계공학분과위원회
  - 건설환경공학분과위원회
  - 화학생물공학분과위원회
  - 재료자원공학분과위원회
  - 기술경영정책분과위원회
  - 컴퓨팅분과위원회
  - 바이오메디컬분과위원회
- 포럼운영위원회
- 특별위원회